# Фаренхайт
| Превръщане от                                      | в                 | Формула              |
| -------------------------------------------------- | ----------------- | -------------------- |
| градуси Целзий                                     | градуси Фаренхайт | °F = °C × 1,8 + 32   |
| градуси Фаренхайт                                  | градуси Целзий    | °C = (°F – 32) / 1,8 |
| градуси Целзий                                     | келвини           | K = °C + 273,15      |
| келвини                                            | градуси Целзий    | °C = K – 273,15      |
| Калкулатор за конвертиране на температурни единици |                   |                      |

Фаренхайт (нем. Fahrenheit) е температурна скала, наречена така в чест на немския физик Даниел Габриел Фаренхайт (1686 – 1736), който я предлага през 1724 г.
По тази скала температурата на замръзване на водата е 32 градуса по Фаренхайт (записва се като 32 °F), а точката на кипене е 212 °F. Така точките на кипене и замръзване имат разлика от 180 градуса. По тази причина единицата за тази скала, един градус по Фаренхайт, е 5/9 от един келвин (или от един градус Целзий). 
При -40 градуса, скàлите по Фаренхайт и по Целзий се пресичат.
Принципът, на който е създадена тази скала (според самия създател), е следният: нулата по Фаренхайт съответства на най-ниската измерена температура през зимата на 1708/1709 г. По този начин физикът е искал да избегне използването на отрицателни температури, които по тогавашните температурни скали са се налагали дори при ежедневна употреба. По-късно той е бил в състояние да достигне отново тази температура (около -17,8 °C) с помощта на смес от лед, амониев хлорид и вода. За 100 градуса по своята скала Фаренхайт е избрал телесната температура на кон, която по това време е смятана за по-стабилна от човешката, а именно 100 °F са около 37,8 °С.
В общи линии, това е температурна скала, лишена от всякаква строга формална логика. Поради тази причина в днешно време тази скала почти не се използва (международно са приети градусите по Целзий и по-строго научните келвини). За ненаучни цели градусите по Фаренхайт все още се използват в Съединените щати и в някои други страни, например Белиз.